# Brustschild (Heraldik)
Mit Brustschild wird in der Heraldik ein kleiner Wappenschild bezeichnet, der dem Wappentier Adler, auch Doppeladler, (hier dann als Schildhalter) auf die Brust aufgelegt ist. Andere Wappentiere sind, bis auf wenige Ausnahmen, ungeeignet. 
Dieser Brustschild zeigt Heroldsbilder als Unterschied zu meist gleichgestalteten Wappen oder trägt oft persönliche Insignien (Kurzepter, Kreuze aller Art, Reichsapfel und anderes) des Wappenführenden. Der Schild kann, wie der Rückenschild, viele unterschiedliche Felder haben, aber die Schildgröße sollte den Adler nicht mehr als nötig verdecken. Eine Bekrönung oder Bemützung ist möglich. Die Blasonierung für den Brustschild erfolgt zusammenhängend und nicht mit anderen Wappenteilen vermischt.

## Beispiele

Wappen von Esslingen am Neckar, Deutschland
Wappen von Frickingen, Deutschland
Wappen von Trossingen, Deutschland
Wappen des Powiat Namysłowski, Polen
Wappen von Isny im Allgäu, Deutschland